# Ройлло
Ройлло (Royllo) — остров-призрак, изображавшийся на картах XV века в Атлантическом океане к западу от Пиренейского полуострова. 
Остров впервые был изображен на портулане венецианского картографа Джованни Пиццигано (1424), где именовался Имана (Ymana). Последующие картографы стали называть остров Ройлло, однако сохранили его первоначальное расположение.
Ройлло изображался как маленький остров, расположенный немного к западу от Антилии с её семью городами. Остров относится к так называемой «группе Антилии», куда входят также острова Антилия, Сайя и остров Сатаны, часто располагаемые рядом.
К концу XV века остров перестает появляться на картах.